# Aldea digital
La Aldea digital es una reunión multitudinaria al estilo LAN Party de aficionados y profesionales de la informática organizada por Euskal básada en las Euskal Encounter que buscan intercambiar conocimientos y realizar todo tipo de actividades relacionadas con la informática durante varios días.
Así como los Euskal Encounter, constiituye parte de un fenómeno originado a finales de la década de los ochenta en el norte de Europa, en países como Noruega, Dinamarca o Alemania.
Esta LAN party se celebra en México por primera vez en el 2009 y es organizada por OCESA en conjunto con Euskal.

## Aldeanos
A diferencia de los Euskal Encounter, Aldea Digital divide el evento en dos secciones: 
- Sector LAN Party: Aldea Digital, para Aldeanos, con prerregistro y espacios limitados.
- Sector visitantes: para interesados en tecnología, pero no aficionados, quienes quieran saber de tecnología pero no convivir en la LAN Party

## Ediciones
- Aldea Digital
  - Localidad: México

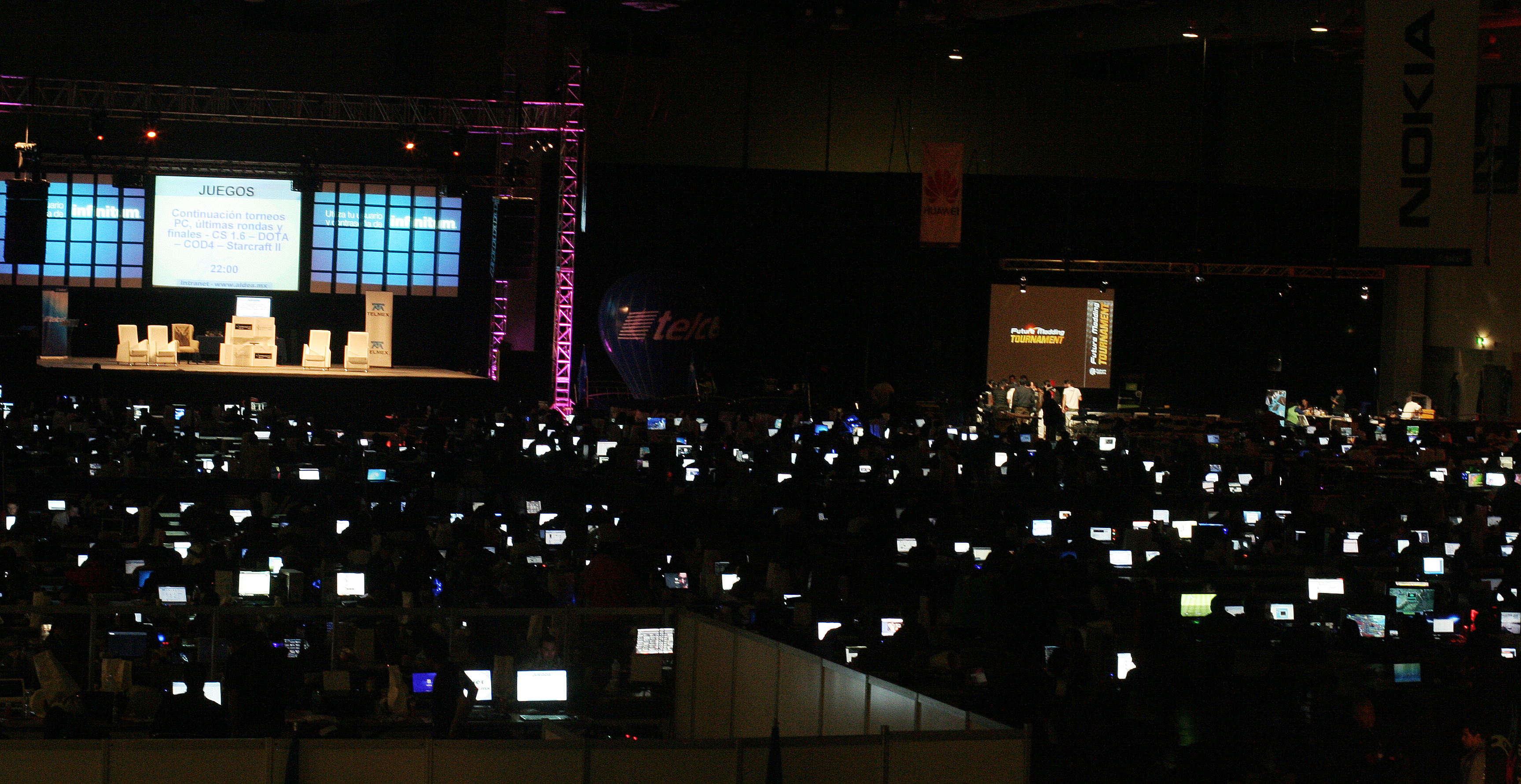
Mitad Derecha Aldea Digital 2

  - Ubicación: Palacio de los Deportes
  - Fecha: Del 10 al 13 de septiembre de 2009
  - Aldeanos: 2,000 (estimación)

- Aldea Digital 2
  - Eslogan: Hablando con el Futuro
  - Localidad: México
  - Ubicación: Centro Banamex
  - Fecha: Del 9 al 12 de diciembre de 2010
  - Aldeanos: 3,326 (2,598 Fijos y 728 Temporales)
  - Usuarios Registrados: 7536
  - Visitantes: 27,000 (estimación)

- Aldea Digital 3
  - Eslogan: Hablando con el Futuro
  - Localidad: México
  - Ubicación: Centro Banamex
  - Fecha: 18 al 21 de noviembre de 2011
  - Aldeanos: 6,400

- Aldea Digital Telmex
  - Localidad: México
  - Ubicación: Zócalo
  - Fecha: 16 al 18 de marzo de 2013
  - Aldeanos: por confirmar

- Aldea Digital Telmex / Telcel
  - Localidad: México
  - Ubicación: Zócalo
  - Fecha: 11 al 27 de abril de 2014
  - Aldeanos: 258,896

## Enlaces de interés
- Página oficial de la Aldea Digital
- Página oficial de la Euskal Encounter